# Jip Vastenburg
Jip Vastenburg (Loosdrecht, 21 maart 1994), is een Nederlandse voormalige atlete, die gespecialiseerd was in de middellange- en lange afstand. Ze veroverde vanaf 2014 bij de senioren drie nationale titels op de baan en eenzelfde aantal op de weg. Ook vertegenwoordigde ze Nederland bij een aantal internationale wedstrijden, waarbij zij in haar laatste jaar als junior Europees juniorkampioene werd op de 5000 m. Dat jaar verbeterde zij ook de Nederlandse jeugdrecords op de 3000 en 5000 m. In 2014, haar eerste jaar bij de senioren, nam zij deel aan de Europese kampioenschappen en werd bij die gelegenheid vierde op de 10.000 m. Vervolgens veroverde zij in 2015 ook de gouden medaille op de 10.000 m tijdens de EK U23.

## Loopbaan

### Eerste nationale seniorentitels
Het jaar 2014 begon ze voortvarend. Tijdens de Groet Uit Schoorl Run op 9 februari 2014 rekende Vastenburg in een direct duel af met Adriënne Herzog en won hiermee de nationale titel op de 10 km. Op 9 maart 2014 won ze ook de nationale titel op het Nederlands kampioenschap halve marathon tijdens de City-Pier-City Loop in Den Haag. Met een tijd van 1:13.15 was ze tevens de snelste vrouw.
Een kleine maand later boekte Jip Vastenburg een volgend succes. Tijdens de Stanford Invitational in het Amerikaanse Californië won zij de 10.000 m in 32.11,90. Met dit resultaat - haar debuut op deze baanafstand - kwalificeerde zij tevens voor de Europese kampioenschappen in Zürich, waarvoor 32.15,00 als limietprestatie gold. Vastenburg, die zich in de week voorafgaand aan haar optreden in Stanford voorbereidde in Pollock Pines en gedurende die tijd logeerde bij Ray van Asten, oud-Nederlands recordhouder op de 800 m, plaatste zich met haar prestatie tevens op de op een na hoogste plaats van de wereldranglijst van 2014.
Vervolgens werd zij tijdens de Nederlandse baankampioenschappen in Amsterdam nationaal kampioene op de 5000 m, alweer haar derde titel bij de senioren. Hierop volgde de EK in Zürich, waar zij op de 10.000 m na een race, waarin zij vrijwel voortdurend in de kop van het veld te vinden was geweest en het tempo mede had bepaald, vierde werd in 32.37,27. Vastenburg kwam hiermee 1,32 seconden tekort voor de bronzen medaille.

### EK U23-kampioene
Het eerste deel van 2015 leek wel een kopie van 2014. Allereerst nam Vastenburg begin februari weer deel aan de Groet Uit Schoorl Run, opnieuw het toneel van het NK op de 10 km. Hier prolongeerde zij haar nationale titel van 2014. Vervolgens trok zij opnieuw naar Californië, waar zij zich op de baan van de Stanford-universiteit op de 10.000 m wilde kwalificeren voor de wereldkampioenschappen in Peking. Net als in 2014 slaagde zij in haar opzet. Landgenote Susan Kuijken, die met hetzelfde doel naar Stanford was gekomen, won de wedstrijd in 31.31,97, terwijl Jip Vastenburg derde werd in 31.35,48, haar beste tijd ooit. Beiden bleven hiermee ruimschoots binnen de limiet voor Peking en liepen zich tevens naar de tweede en vierde plaats op de Europese ranglijst. En passant kwalificeerde Vastenburg zich ook voor de EK U23 in Tallinn, Estland. Hier veroverde zij twee maanden later op de 10.000 m de titel in 32.18,69.
De NK in Amsterdam liet zij daarna aan zich voorbijgaan, ten einde zich optimaal voor te bereiden op de WK in Peking. In de Chinese hoofdstad werd zij op de 10.000 m elfde in 32.03,03, waarmee zij en Susan Kuijken, die vlak voor haar als tiende finishte, de twee eerste Europese atletes werden in een race, die door atletes uit Kenia, Ethiopië en de Verenigde Staten werd beheerst.

### Zevenheuvelenloop
Na Peking nam Vastenburg enige tijd wat gas terug om te herstellen van een voetblessure die haar gedurende het zomerseizoen had gehinderd. Om die reden zag zij ook af van deelname aan de Dam tot Damloop. In oktober kon zij haar training echter geleidelijk aan alweer wat opvoeren en bereidde zij zich middels een korte stage in de Schoorlse duinen voor op de Zevenheuvelenloop, waaraan zij in elk geval wilde deelnemen. Een eerste test op een 10 Engelse mijl, eind oktober in Groot-Brittannië, pakte goed uit.
In november maakte zij haar debuut op de 15 km tijdens de Zevenheuvelenloop. In zware omstandigheden - er stond veel wind - verloor ze nipt de spannende eindsprint. Haar tijd van 50.05 was gelijk aan die van de Ethiopische winnares Yenenesh Tilahun en de op twee na beste Nederlandse prestatie in deze wedstrijd.
In het najaar van 2015 liep Vastenburg nog enkele crosswedstrijden, waarna ze zich in 2016 volledig op de Olympische Spelen toelegde. Op de Spelen finishte ze in een wedstrijd die met name door Ethiopische en Keniaanse atletes werd gedomineerd, op een 28e plaats in 32.08,92.
Jip Vastenburg is aangesloten bij de atletiekvereniging AV '34 uit Apeldoorn.

### Einde loop-baan
In april 2023 werd bekend dat Vastenburg was gestopt met haar professionele loop-baan. Na de EK indoor in 2021 had ze langdurig gesukkeld met een hardnekkige achillespeesblessure. Hierdoor was haar niveau zover weggezakt, dat ze zich niet meer kon motiveren om naar haar topniveau terug te werken. Vastenburg meldde dat ze een opleiding tot politieagente wilde volgen en als amateur te gaan wielrennen. "Het is mooi geweest zo. Ik heb alles meegemaakt, de hele wereld gezien, veel vrienden aan de sport overgehouden. Ik heb er geen spijt van."

## Kampioenschappen

### Internationale kampioenschappen
| Onderdeel | Titel                  | Jaar |
| --------- | ---------------------- | ---- |
| 5000 m    | Europees kampioene U20 | 2013 |
| 10.000 m  | Europees kampioene U23 | 2015 |

### Nederlandse kampioenschappen
| Onderdeel      | Jaar       |
| -------------- | ---------- |
| 5000 m         | 2014, 2018 |
| 10.000 m       | 2018       |
| 10 km          | 2014, 2015 |
| halve marathon | 2014       |
| veldlopen      | 2021       |

## Persoonlijke records
Baan
| Afstand  | Prestatie | Datum        | Plaats   |
| -------- | --------- | ------------ | -------- |
| 1500 m   | 4.10,11   | 19 juli 2014 | Heusden  |
| 3000 m   | 8.49,50   | 24 mei 2015  | Hengelo  |
| 5000 m   | 15.15,77  | 21 juli 2018 | Heusden  |
| 10.000 m | 31.35,48  | 3 mei 2015   | Stanford |

Weg
| Afstand        | Prestatie | Datum             | Plaats              |
| -------------- | --------- | ----------------- | ------------------- |
| 5 km           | 15.49     | 2 april 2017      | Korschenbroich      |
| 8 km           | 27.07     | 4 februari 2018   | Apeldoorn           |
| 10 km          | 32.49     | 9 februari 2014   | Schoorl             |
| 15 km          | 50.05     | 15 november 2015  | Nijmegen            |
| 10 Eng. mijl   | 54.02     | 17 september 2017 | Amsterdam           |
| 20 km          | 1:11.01   | 3 maart 2013      | Alphen aan den Rijn |
| halve marathon | 1:11.04   | 22 oktober 2017   | Valencia            |
| Marathon       | 2:33.40   | 23 februari 2020  | Sevilla             |

## Palmares

### 1500 m
- 2015:  Gouden Spike - 4.18,16
- 2019:  NK - 4.13,17

### 3000 m
- 2011:  EJOF in Trabzon -  9.39,47
- 2015: 7e FBK Games - 8.49,50

### 5000 m
- 2012: 16e WJK in Barcelona - 16.47,32
- 2013:  EK U20 in Rieti - 16.03,31
- 2014:  Nijmegen Global Athletics - 15.27,30
- 2014:  NK - 15.31,50
- 2016:  NK - 15.38,23
- 2018:  NK - 15.51,55

### 10.000 m
- 2014:  Stanford Invitational - 32.11,90
- 2014: 4e EK in Zürich - 32.27,37
- 2015:  Stanford Invitational - 31.35,48
- 2015:  EK U23 in Tallinn - 32.18,69
- 2015: 11e WK - 32.03,03
- 2016: 8e EK - 32.04,00
- 2016: 28e OS - 32.08,92
- 2018:  NK - 33.03,42
- 2018: 15e EK - 33.41,79

### 5 km
- 2010:  Zandvoort Circuit Run - 19.13
- 2011:  Zandvoort Circuit Run - 17.55

### 4 Engelse mijl
- 2017:  4 Mijl van Groningen - 19.59

### 8 km
- 2013:  Acht van Apeldoorn - 27.45
- 2014:  Acht van Apeldoorn - 26.31
- 2015:  Acht van Apeldoorn - 26.41

### 10 km
- 2012: 10e Groet uit Schoorl Run - 35.01
- 2012: 4e Singelloop Utrecht - 34.57
- 2013:  Groet uit Schoorl Run - 34.10
- 2014:  NK in Schoorl - 32.49
- 2015:  NK in Schoorl - 33.07
- 2017:  Stevensloop - 34.07
- 2017: 9e Tilburg Ten Miles - 33.32
- 2018:  NK in Schoorl - 33.10
- 2018: 8e Tilburg Ten Miles - 34.06
- 2022: 7e Tilburg Ladies Run - 34.14
- 2023: 6e NK in Schoorl - 33.34

### 12 km
- 2013: 5e Zandvoort Circuit Run - 43.43

### 15 km
- 2015:  Zevenheuvelenloop - 50.05
- 2016:  Zevenheuvelenloop - 50.42
- 2018: 9e Zevenheuvelenloop - 50.31

### 10 Eng. mijl
- 2015: 14e Great South Run (GBR) - 59.50
- 2017: 8e Dam tot Damloop - 54.02
- 2019: 6e Dam tot Damloop - 57.13

### 20 km
- 2013:  20 van Alphen - 1:11.01

### halve marathon
- 2014: 7e halve marathon van Egmond - 1:16.17
- 2014:  NK in Den Haag (1e overall) - 1:13.15
- 2017: 10e halve marathon van Valencia - 1:11.04[7]

### marathon
- 2019: DNF marathon van Sevilla[8]
- 2020: 16e marathon van Sevilla - 2:33.40

### veldlopen
- 2011: 26e EK U20 te Velenje (4 km) - 14.04
- 2012: 28e EK U20 - 14.36
- 2013: 21e EK U20 - 13.55
- 2015:  EK U23 - 19.46
- 2018:  Warandeloop - 26.50
- 2018: 5e EK te Tilburg (8300 m) - 26.45 ( in het landenklassement)
- 2021:  NK te Tilburg (8000 m) - 27.48
- 2021: 35e EK te Dublin (8000 m) - 29.10

## Onderscheidingen
- Atletiekunie-talent van het jaar - 2013[9]